# تحديث الارتفاع

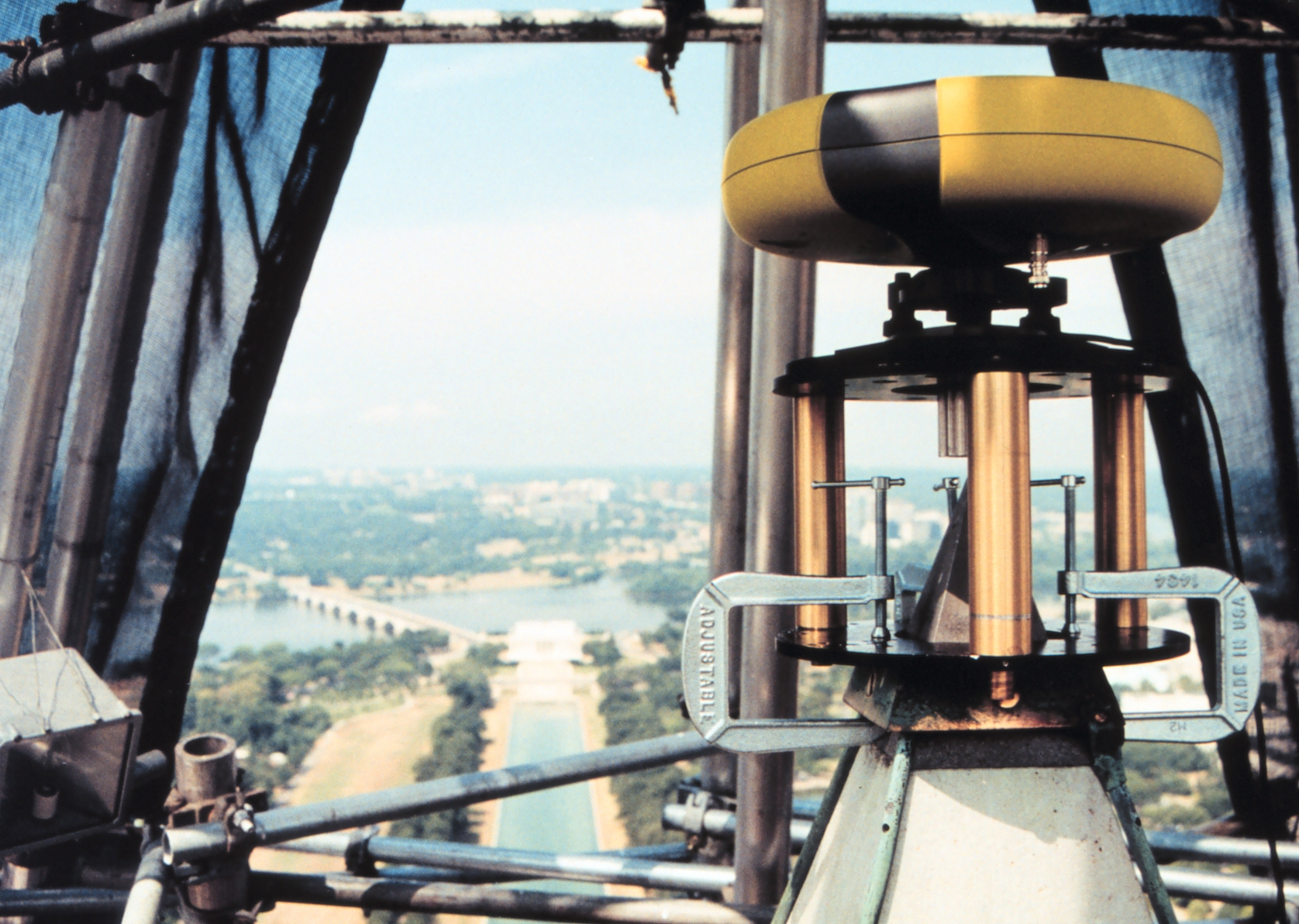
جهاز يوضع على قمة نصب واشنطن لقياس الارتفاع كجزء من مشروع تحديث الارتفاع في عام 1999.

تحديث الارتفاع هو اسم سلسلة من البرامج على كل ولاية على حدى بدأت مؤخرا من قبل المسح الجيوديتي الوطني في الولايات المتحدة، وهو قسم من الإدارة الوطنية للمحيطات والغلاف الجوي. والهدف من كل برنامج من برامج الدولة هو وضع محطات قاعدة لتحديد المواقع في مواقع مختلفة داخل كل دولة مشاركة لقياس التغيرات الطبوغرافية في اتجاهات خطوط الطول والعرض الناجمة عن هبوط أو الزلازل، وكذلك لقياس التغيرات في الارتفاع.